# Jaskółka (Lorin Maazel, 1983)
Jaskółka (Lorin Maazel, 1983) – studyjne nagranie kompletnej opery Jaskółka Giacoma Pucciniego, zarejestrowane w holenderskim studio CBS Grammofoonplaten B.V. w 1983 i wydane w tym samym roku w całości na płytach winylowych, kasetach magnetofonowych oraz CD. Za nagranie tej płyty orkiestra oraz chór zdobyły wspólną nominację do Brit Awards w 1984 w kategorii Best Classical Recording, przegrywając z odtwórczynią tytułowej roli.